# Сан Бенедето дел Тронто
Сан Бенедето дел Тронто (итал. San Benedetto del Tronto) град је у средишњој Италији. Град је друго по величини насеље округа Асколи Пићено у оквиру италијанске покрајине Марке.

## Природне одлике
Град Сан Бенедето дел Тронто налази се у средишњем делу Италије, на западној обали Јадрана, па је град важно приморско летовалиште. Град се развио дуж релативно уске обале, изнад које се дижу прва брда Апенина. Будући да је град развучен дуж обале, он се налази између ушћа две реке, реке Тезино на северу и реке Тронто на југу.

## Историја
На месту Сан Бенедета дел Тронто постоји назнаке живота још из времена праисторије. Током времена Старог Рима дато подручје није имало већи значај.
Први помен насеља везан је за годину 998. Све до 16. века то је било мало насеље везано за риболов. Град се посебно развио од уједињења Италије у другој половини 19. века.

## Становништво
Према резултатима пописа становништва 2011. у општини је живело 46.963 становника.
| 1931.  | 1936.  | 1951.  | 1961.  | 1971.  | 1981.  | 1991.  | 2001.  | 2011.  |
| ------ | ------ | ------ | ------ | ------ | ------ | ------ | ------ | ------ |
| 17.189 | 17.461 | 23.250 | 31.274 | 42.014 | 44.773 | 42.693 | 45.054 | 46.963 |

Сан Бенедето дел Тронто данас има око 48.000 становника, махом Италијана. То је 4 пута више него пре 100 година.

## Галерија
- Стари део Сан Бенедета
- Богородичина црква
- Градски кеј
- Стара градска кућа

## Градови побратими
- Мар дел Плата
- Алба Јулија
- Чикаго Хајтс
- Алфорвил
- Тринидад
- Пођо Бузтоне
- Штајр
- Шибеник